# سد فاصك
سد فاصك هو سد يقع في الجماعة القروية فاصك بإقليم كلميم. يبعد عن مدينة كلميم بـ 30 كلم، وهو سد سيساهم في حماية كلميم والجماعات القروية المجاورة لها من الفيضانات، كما سيساهم في تزويد المنطقة بالماء الصالح للشرب، وفي سقي ما بين 10 إلى 20 ألف هكتار من المحيط الفلاحي للسد. وتبلغ تكلفة إنجازه 1,5 مليار درهم وبحقينة في حدود 79 مليون متر مكعب، ويعتبر هذا السد معلمة سياحية مهمة بالنسبة للجهة والمنطقة. كما يُعتبر سد فاصك أكبر سد في الأقاليم الجنوبية المغربية.
تم استخدام تقنية الخرسانة المدكوكة في إنجاز هذا المشروع لتسريع وتيرة الإنجاز وتخفيض تكلفة المشروع، كما أن هذه التقنية المستعملة، تزاوج بين تقنية الاسمنت التقليدية وتقنية أتربة البناء بكل أنواعها وتكون مصممة خصوصا لضخها في الأنابيب بسهولة حتى تصل إلى ارتفاعات عالية. حيث يحتل المغرب المرتبة الخامسة عالميا في استعمال هذه التقنية في تشييد السدود.

## تاريخ
انطلقت أشغال بناء سد فاصك في سنة 2018، من خلال شراكة مغربية - قطرية.
في أبريل 2021، بلغت أشغال بناء هذا السد 43%.